# Canoa/kayak ai Giochi della XI Olimpiade - K2 10000 metri
La competizione del K2 10000 metri di Canoa/kayak ai Giochi della XI Olimpiade si è disputata il giorno 7 agosto 1936 al bacino di Grünau, Berlino.

## Risultati
| Pos.    | Nazione        | Atleti                            | Tempo   |
| ------- | -------------- | --------------------------------- | ------- |
| Oro     | Germania       | Paul Wevers Ludwig Landen         | 41'45"0 |
| Argento | Austria        | Viktor Kalisch Karl Steinhuber    | 42'05"4 |
| Bronzo  | Svezia         | Tage Fahlborg Helge Larsson       | 43'06"1 |
| 4       | Danimarca      | Verner Løvgreen Axel Svendsen     | 44'39"8 |
| 5       | Paesi Bassi    | Henk Starreveld Gerardus Siderius | 45'12"5 |
| 6       | Svizzera       | Werner Zimmermann Othmar Bach     | 45'14"6 |
| 7       | Stati Uniti    | William Gaehler William Lofgren   | 45'15"4 |
| 8       | Cecoslovacchia | Zdeněk Černický Jaroslav Humpál   | 46'05"4 |
| 9       | Belgio         | Charles Brahm Clement Spiette     | 47'26"1 |
| 10      | Canada         | Gordon Potter Edward Deir         | 47'38"2 |
| 11      | Polonia        | Marian Kozłowski Antoni Bazaniak  | 47'49"8 |
| 12      | Ungheria       | Gábor Cseh Sándor Gelle           | 48'47"5 |